# Bella principessa
Bella principessa este o pictură realizată probabil de Leonardo da Vinci în jurul anului 1496. Peter Silverman a cumpărat opera la Galeria Ganz din New York, în numele unui colecționar anonim elvețian în 2007, pentru aproximativ 19.000 de $. Un comerciant de artă londonez spune că prețul picturii ar putea depăși 150 milioane de $. Peter Paul Biro a zis că semnul găsit pe acest tablou corespunde unei amprente de pe pictura Sfântul Ieronim. 